# Chalcurgus cavifrons
Chalcurgus cavifrons är en skalbaggsart som först beskrevs av Lewis 1897.  Chalcurgus cavifrons ingår i släktet Chalcurgus och familjen stumpbaggar. Inga underarter finns listade i Catalogue of Life.